# Astragalus krascheninnikovii
Astragalus krascheninnikovii — вид квіткових рослин з родини бобових (Fabaceae). Ареал охоплює такі країни: Казахстан.